# Tel Awiw Performing Arts Center
Tel Awiw Performing Arts Center (hebr. המשכן לאמנויות הבמה, HaMishkan LeOmanuyot HaBama; Centrum Sztuki Scenicznej Tel Awiw), często nazywane Centrum imienia Goldy Meir - jest największym centrum kultury w Tel Awiwie, w Izraelu. Jest siedzibą Opery Izraela i Teatru Cameri. W tym nowoczesnym gmachu odbywają się liczne koncerty oraz przedstawienia teatralne.

## Położenie

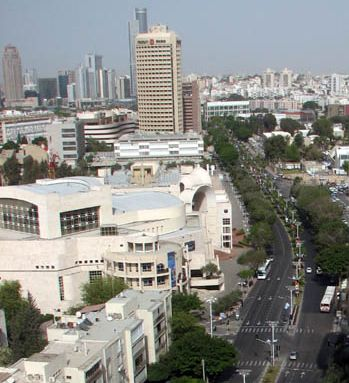
Ulica Shaul HaMelech i widoczne po lewej stronie Tel Awiw Performing Arts Center

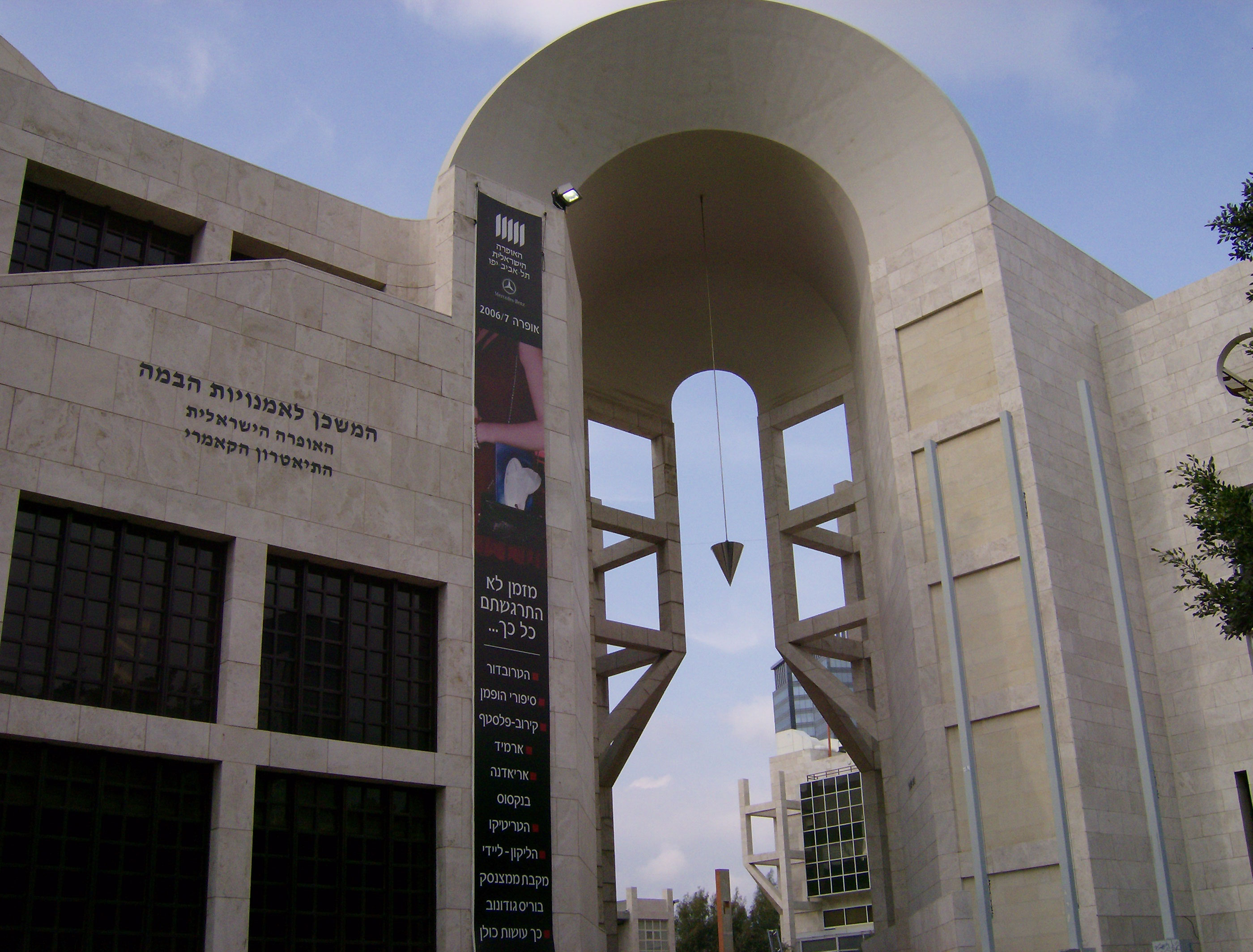
Jedno z dwóch głównych wejść do Tel Awiw Performing Arts Center

Centrum kultury jest położone przy ulicy Shaul HaMelech, w osiedlu Ha-Cafon ha-Chadasz we wschodniej części Tel Awiwu.

## Historia
Pod koniec lat 50. XX wieku władze miejskie przeznaczyły obszar w rejonie ulic Weizmanna, Shaul Hamelech i Leonardo da Vinci, pod zabudowę budynków użyteczności publicznej. W 1960 we wschodniej części tego obszaru wybudowano Sąd Rejonowy w Tel Awiwie, a w następnych latach nowe budynki Muzeum Sztuki Tel Awiwu i Biblioteka Beit Ariel. W północnej części obszaru utworzono Park Dubnow.
Na początku lat 80. XX wieku władze miejskie podjęły decyzję budowy nowoczesnego centrum kultury z dużą salą koncertową. W założeniach miał to być centralny ośrodek kultury Tel Awiwu. Jego projekt opracował architekt Jaakov Rechter. Uroczystość otwarcia odbyła się 23 października 1994.

## Architektura
Nowoczesna architektura budynku Tel Awiw Performing Arts Center jest uznawana za kamień milowy we współczesnej architekturze Tel Awiwu.
Jego struktura składa się z czterech budynków, które otaczają wewnętrzny plac. Wejście na wewnętrzny plac jest przez dwa duże wejścia od strony głównych ulic. Plac jest otoczony budynkami ze wszystkich stron. Od północnego zachodu znajduje się Teatr Cameri. W budynku od strony zachodniej znajdują się biura administracji. Od południowego zachodu jest budynek Opery Izraela. Na południowym wschodzie jest budynek głównej sceny koncertowej im. Goldy Meir. Na północnym wschodzie i północy są niewielkie budynki z kawiarniami oraz sklepami z pamiątkami. Najbardziej wysuniętym na wschód budynkiem jest Biblioteka Beit Ariel. Na północny wschód od niej, na podwyższonym placu znajduje się Muzeum Sztuki Tel Awiwu.
Na północy, po drugiej stronie ulicy Berkowitza znajduje się Park Dubnov.

## Życiorys
Centrum kultury jest siedzibą Opery Izraela, Teatru Cameri i Biblioteki Beit Ariel. Odbywają się tu liczne imprezy kulturalne, wystawy i koncerty.